# Col du Grand Colombier
De Col du Grand Colombier is een bergpas in de Franse Jura.
Deze pas is een van de moeilijkste bergpassen met stukken die bijna 20% stijgen vanaf Artemare tot Virieu-le-Petit. Deze pas wordt frequent gebruikt in het wielrennen door onder andere Ronde van de Ain, Critérium du Dauphiné en de Ronde van de Toekomst. Vanaf Culoz (in het zuiden) is de beklimming 18,3 km waarin men 1255 m stijgt met een gemiddeld stijgingspercentage van 6,9%. Sommige stukken vanaf deze kant kunnen een maximaal stijgingspercentage hebben van 12%. Deze kant werd gebruikt bij etappe 5 van de Critérium du Dauphiné 2012.
Deze bergpas kan ook via Anglefort (westkant) worden bereikt. Vanaf deze kant is de beklimming 15,2 km, waarin men 1205 m klimt met een gemiddeld stijgingspercentage van 7,9%.
De col werd tijdens de tiende etappe van de Ronde van Frankrijk in 2012 voor het eerst aangedaan in de Tour-historie. Thomas Voeckler kwam als eerste boven.
Doorkomsten in Ronde van Frankrijk:
- 2012:  Thomas Voeckler
- 2016:  Jarlinson Pantano
- 2017:  Rigoberto Urán
- 2020:  Tadej Pogačar
- 2023:  Michał Kwiatkowski

In 2020 lag de finish van de vijftiende etappe op de top van de Col du Grand Colombier en de Sloveen Tadej Pogačar was er de eerste ritwinnaar.
In 2023 lag de finish van de dertiende etappe in de Tour de France op de top van deze bergpas (van de andere kant beklommen dan in 2020: 17,4 km met een gemiddelde stijging van 7,1%).

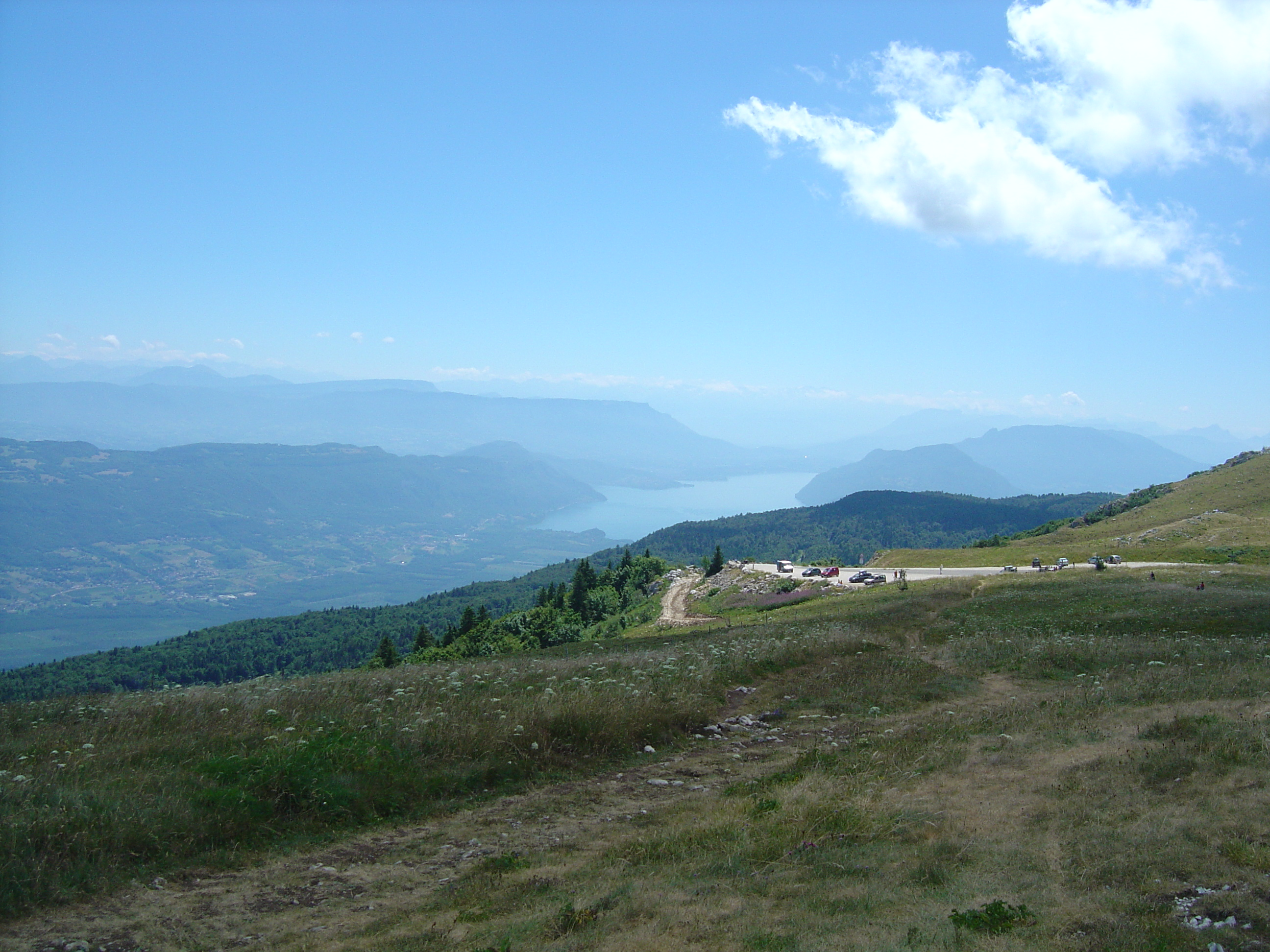
Col du Grand Colombier